# Kerry Livgren

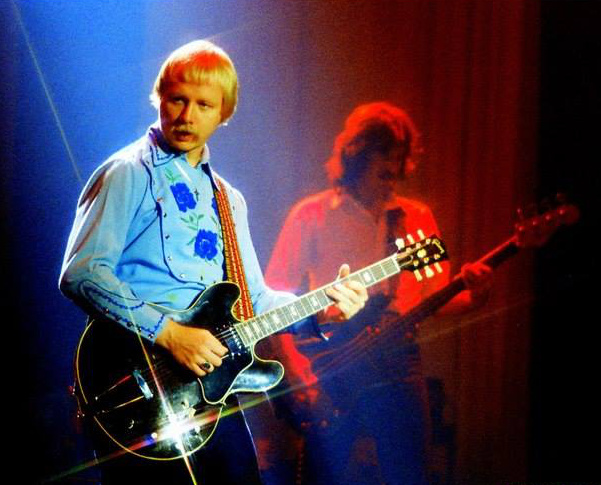
Kerry Livgren in Memphis Tennessee mit Kansas auf Monolith Tour (November 1979)

Kerry Allen Livgren (* 18. September 1949 in Topeka, Kansas) ist ein US-amerikanischer Rockmusiker (Gitarrist, Keyboarder und Komponist). Bekannt wurde er vor allem als Gründungsmitglied der Progressive-Rock-Band Kansas. Während seiner Zeit als Bandmitglied war er deren Hauptkomponist. Die Welthits „Carry On Wayward Son“ und „Dust in the Wind“ stammen aus seiner Feder. Livgren ist bekannt für seine komplexen Kompositionen und sein herausragendes Gitarrenspiel.
Nach dem Verlassen von Kansas startete Livgren eine Solokarriere und gründete die christliche Rockband AD sowie die progressive Rockband Proto-Kaw.
Darüber hinaus war er als Gastmusiker bei vielen säkularen und christlichen Musikprojekten tätig wie, Mylon LeFevre („Love Rustler“, 1978), Steve Walsh („Schemer Dreamer“, 1980), 2nd Chapter of Acts („Rejoice“, 1981), Neal Morse („Testimony“, 2003) und Explorers Club („Raising the Mammoth“, 2002).

## Biografie – musikalische Anfänge

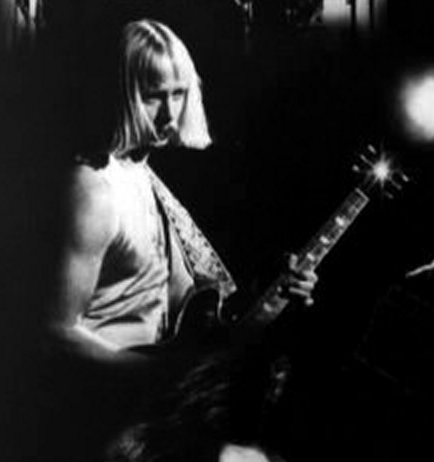
Kerry Livgren, 1976

Livgren wuchs in Topeka (Kansas) auf. Er war das Älteste von vier Geschwistern seiner Eltern Allen Leroy (Wirtschaftsingenieur) und Betty Livgren. Sein Vater war außerdem Musiker und Pilot. In beide Fußstapfen wird Kerry Livgren später treten. Erst mit 14 Jahren fing Livgren an, sich für Musik zu interessieren und fühlte sich zur klassischen Musik und dem Jazz hingezogen, während Gleichaltrige zu dieser Zeit Elvis Presley hörten. Seine ersten musikalischen Schritte begann er mit einer selbstgebauten elektrischen Gitarre, brachte sich bei, diese zu spielen, erlernte im Teenageralter weitere Instrumente, wie das Keyboard und schrieb eigene Songs. Livgren war noch Schüler an der Topeka West High School, als er mit engen Freunden die Band „Gimlets“ gründete. Sie spielten Livgrens eigene Kompositionen, die eine Mischung aus Pop und psychedelischem Rock waren. Schließlich wurden sie an den Wochenenden in ganz Kansas bis in den Nachbarstaat Missouri gebucht. 1967 schloss er die High School ab. Livgren besuchte für einige Zeit die Washburn University. Während dieser Zeit trat er verschiedenen Bands bei oder gründete neue wie die Mellotones, Saratoga und zwei Vorgängerbands von Kansas, die bereits Kansas hießen (Formation I und Formation II). Livgren war oft mit den Bands musikalisch unzufrieden, bis schließlich Phil Earth, der Kerry Livgren von seiner gemeinsamen Zeit der Kansas Formation I her kannte und nun bei White Clover Schlagzeug spielte, ihm vorschlug, dieser Band beizutreten. White Clover benannte sich schließlich in Kansas um. So entstand 1973 die dritte Kansas-Bandformation (III) mit Kerry Livgren an der Gitarre und Keyboard, dem Sänger und Keyboarder Steve Walsh, dem Sänger und Geiger Robby Steinhardt, Bassist Dave Hope, Gitarrist Rich Williams und Phil Ehart am Schlagzeug. Sie wurden bei Kirchner Record 1973 unter Vertrag genommen.

## Kansas 1973–1983

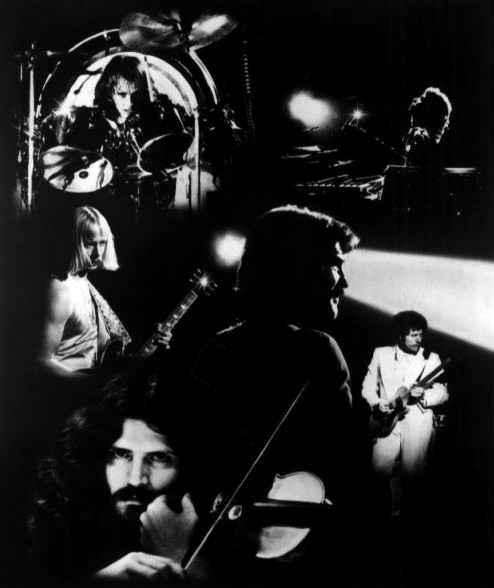
Kansas 1976

Die ersten drei Kansas-Alben „Kansas“ (1974), „Song for America“ (1975) und „Masque“ (1975) waren zunächst kommerziell wenig erfolgreich. Erst mit dem Erfolg von „Leftoverture“ (1976) und „Point of Know Return“ (1977) verkauften sich diese Alben besser und wurden vergoldet. Livgren war zu dieser Zeit der Hauptkomponist und schrieb das Album „Leftoverture“ fast im Alleingang inklusive ihres ersten Billboard Top 11 Hit „Carry On Wayward Son“ (Peak 4.1.1977). Im Februar 1978 erlangte Kansas mit „Dust in the Wind“ ihren weltweit erfolgreichsten Song. Er erreichte am 8. April 1978 in den Billboards mit Rang 6 die höchste Platzierung und hielt sich dort 17 Wochen. Livgren hatte dieses Akustikstück eigentlich als Übung für sein Fingerpicking genutzt. Seine Frau "Vicci" fand es jedoch so gut, dass sie ihm vorschlug, einen Text dazu zu komponieren und einen Song daraus zu machen. Livgren stellte schließlich der Band den fertigen Titel „Dust in the Wind“ vor und er wurde dann auf dem Album „Point of Know Return“ veröffentlicht. Die Alben „Leftoverture“ und „Point of Know Return“ erreichten vierfach Platinstatus.
Mit dem nächsten Kansas-Album „Monolith“ (1979) begann für Livgren ein Wendepunkt im Leben. Er setzte sich schon länger mit Sinnfragen und inhaltlich mit dem Urantia-Buch auseinander. Seine Gedanken dazu spiegelten sich auch in einigen Kompositionen auf dem Album wider. Das Buch Urantia entstand in den USA zwischen 1924 und 1955 und beruft sich auf Offenbarungen übermenschlicher Persönlichkeiten. Es nimmt Bezug auf den Ursprung und die Bedeutung des Lebens sowie das Verhältnis zwischen Gott und den Menschen. Während der Monolith Tour trat als Vorgruppe „LeRoux“ auf, dessen Sänger und Gitarrist Jeff Pollard, ein Christ, mit Livgren oft über die Verlässlichkeit des Buches Urantia im Vergleich zur Bibel diskutierte. „I was becoming very aware of Jesus Christ as opposed to any other religious doctrine.“ („Ich wurde mir Jesu Christi im Gegensatz zu jeder anderen religiösen Lehre sehr bewusst.“) Livgren sagte in einem Interview: Christ werden sei für ihn ab einem gewissen Punkt unvermeidbar gewesen.
Im Juli 1980 veröffentlichte Livgren sein erstes Soloalbum „Seeds of Change“, was seinen christlichen Glauben widerspiegelte. Für dieses aufwendig produzierte Album engagierte er viele namhafte Musiker, wie den damaligen Black-Sabbath-Sänger Ronnie James Dio, den Schlagzeuger Barriemore Barlow von Jethro Tull, den Rock- und Gospelsänger Mylon R. LeFevre, den Frank-Zappa-Tontechniker und Sänger Dav(e)y Moire, Steve Walsh und andere.
Manche Kritiker, wie die Autoren des Magazins Billboard (Juli 1980) fanden aufgrund der christlichen Texte das Album „uninteressant und zum Vergessen“. Andere Musikkritiker dagegen beurteilten es auf Grund der musikalischen Breite und Qualität mit hervorragend. Dennoch war dieses Album ein finanzieller Flop.

Das nächste Kansas-Album „Audio-Visions“ (September 1980) enthielt nun ebenfalls Texte, die von Livgrens christlichem Glauben handelten, wie die Titel „Hold on“ und „Relentless“. Das führte zu Ärger mit anderen Bandmitgliedern, besonders Steve Walsh, der die Band schließlich Ende 1981 während der Produktion von „Vinyl Confessions“ (1982) verließ. Robbie Steinhardt folgte Walsh später aus den gleichen Gründen bei der Produktion des Kansas-Albums „Drastic Measures“ (1983). Mit der Single „Play the Game Tonight“ von „Vinyl Confessions“, bei der Livgren Mitautor war, schafften Kansas 1982 ihren dritten Top 20 Hit (Peak Position 17). Zum Album „Drastic Measures“, steuerte Livgren dann nur noch drei Titel bei, weil er mit der musikalischen Ausrichtung hin zum AOR unzufrieden war. Als progressiver Musiker wollte er den Mainstream-Rock nicht dauerhaft bedienen und er liebte seine musikalischen Freiheiten. Sein Song „Mainstream“ auf dem Album drückte die Kritik an der Plattenindustrie aus.
System rejects it
Lost the handle, what's it all been for?
Tired of trying, seeing so much more
It's so predictable and everybody judges by the numbers that you're selling
Just crank 'em out on the assembly line and chart 'em higher (higher, higher)
Just keep it simple boys it's gonna be alright as long as you're inside the
Mainstream.
Are we moving too far away?
Is it worth it if it doesn't pay?

Das System lehnt es ab
den Halt verloren, wofür war das alles?
Ich habe es satt zu versuchen, um so viel mehr zu sehen.
Es ist so vorhersehbar und jeder beurteilt [dich] nach den Zahlen, die du verkaufst
Produzier Sie [die Songs] wie am Fließband und charte (platziere) Sie höher (höher, höher).
Halte [die Songs] einfach, Jungs, es wird in Ordnung sein,
solange du im Mainstream bleibst.
Bewegen wir uns zu weit weg?
Ist es das wert, wenn es sich nicht auszahlt?
(Livgren, Mainstream, 1983)
Schließlich verließ auch Livgren Kansas.

## Kerry Livgren/AD 1983–1988
1983 gründete Livgren mit seinem Kansas Bandkollegen Dave Hope, der nach seiner überwundenen Drogensucht ebenfalls Christ wurde die Band AD (Anno Domini). Sie bestand aus Kerry Livgren (Gitarre, Keyboard), Dave Hope (Bass), Warren Ham (Harmonika, Gesang), Dennis Holt (Schlagzeug) und Michael Gleason (Gesang, Keyboard). Das erste Album der Band „Time Line“ (1984) war eigentlich als Soloalbum Livgrens gedacht. Livgren und seine Band beschlossen jedoch unter gemeinsamen Namen weiterzumachen. So entstand AD. Es folgten bis 1988 noch drei weitere Alben. Vertragsschwierigkeiten mit CBS, auf Grund Livgrens Verstrickungen mit Kansas verhinderten, dass AD auf dem säkularen Markt ihre Alben veröffentlichen durften und wechselten so zum Label Sparrow, eine von EMI gegründete Untergruppe für christliche Musik (EMI-Christian Music Group). Livgren versuchte den Spagat alte Kansas Fans mit Fans christlicher Rockmusik zu verbinden. Spielte er vorher vor tausenden Zuhörern in Stadien, trat er nun in kleinen Hallen und Kirchen auf. Die Band tourte ausgiebig zwischen 1983 und 1986. Obwohl die Band offiziell nie aufgelöst wurde, gab es nach dem 1988 veröffentlichten Album „Prime Mover“ keine neuen Veröffentlichungen mehr. Das letzte offizielle Album enthielt nur noch die Mitglieder Livgren der alle Instrumente spielte und den Sänger Warren Ham. „Prime Mover“ wurde noch mehrmals überarbeitet („Prime Mover II“) und schließlich mit neuen eingespielten Instrumenten und unveröffentlichten Titeln als „Prime Mover (Redux)“ 2008 letztmals in sehr guter Soundqualität veröffentlicht.

## Soloprojekte 1989–2000
1989 veröffentlichte Livgren „One of Several Possible Musiks“, ein Instrumental-Album. Dieses Projekt, eine Mischung aus Rock- und orchestraler Synthesizermusik wurde mit dem GMA Dove Award als bestes Instrumental-Album des Jahres ausgezeichnet. Mark Allender von AllMusic befand dieses Album als spektakuläre Ansammlung von Songs, die Livgrens schöpferische Kraft nicht nur als Komponist zeigen, sondern auch wie er als Musiker ohne Beschränkungen neue musikalische Wege erforscht.
1994 zog Livgren von Atlanta zurück nach Topeka, seine Heimatstadt in Kansas, und gründete dort in einer umgebauten Scheune auf seinem Grundstück die Produktionsfirma GrandyZine und Numavox Records. Bis heute werden dort viele Musikproduktionen umgesetzt.
Sein nächstes Soloprojekt „When Things Get Electric“ (1995, remastered 2005) war ein Rockalbum, das sich mit der Endzeit beschäftigte. Viele Musiker dieser Arbeit sind Familienmitglieder, aber auch der Kansas Violinist David Ragsdale. Für die Episode The Mind's Eye: A Computer Animation Odyssey der Kunstfilm-Serie Mind's Eye schrieb und produzierte Livgren 1997 den Soundtrack „Odyssey into the Mind's Eye“.

## Kansas-Reunion 2000
Für sein nächstes Soloprojekt hatte Livgren 1999 in einer außerordentlichen Schaffensperiode viele Songs geschrieben, darunter auch welche, die an Kansas in den 1970er Jahren erinnerten. Er stellte sie Phil Earth und Rich Williams von Kansas vor und sie wurden sich einig mit diesen Songs ein Kansas Reunion Album zu produzieren. Das daraus entstandene Album Somewhere to Elsewhere (2000) vereinte alle Gründungsmitglieder von 1973. Die Titel mit ihren komplexen Musikstrukturen klangen wie eine Rückbesinnung auf die Anfangsjahre dieser progressiven Rock-Band. Alle Titel wurden in Livgrens Studio GrandyZine aufgenommen, allerdings nicht als Bandeinheit, sondern jeder Musiker kam und spielte seine Parts ein, was besonders Rich Williams kritisierte. Walsh sang seine Gesangsparts in seinem Home-Studio ein, da er parallel sein zweites Soloalbum „Glossolallia“ (2000) produzierte und nicht nach Topeka kommen konnte. Aus diesem Grund steuerte er auch keine Songs zu diesem Kansas-Album bei, wie in früheren Jahren. Die anschließende Promotiontour fand ohne Kerry Livgren statt. „Somewhere to Elsewhere“ konnte sich in den Billboards Top 200 nicht platzieren, erreichte jedoch in den Billboard Independent Albums Platz 21 und bekam gemischte bis gute Kritiken. Der Musikkritiker Selm beschrieb den Zwiespalt zwischen „Rückbesinnung zu den 70ern“ und „lascher Abklatsch der Vergangenheit“. Rockwell gab dem Album dagegen ein „sagenhaft“. Adams von AllMusic befand das Album bemerkenswert, innovativ, dynamisch und mit guten Sound.
Livgren blieb Kansas auch nach seinem Weggang 1983 verbunden. Für das „Kansas Boxed Set“ (1994) schrieb er als Co-Autor mit Walsh den Song „Wheels“, spielte Keyboard und Gitarre und steuerte den Titel Cold Grey Morning für „Freaks of Nature“ (1995) bei. Er trat gelegentlich mit Kansas auf und ist auch auf den Live-Alben „Live at the Whisky“ (1992) und „There's Know Place Like Home“ (2007) zu hören. Sein letzter Auftritt mit Kansas war am 28. Januar 2011, wo er das Kansas State University Symphony Orchestra für Dust in the Wind während eines speziellen Konzerts zum 150. Jahrestag des Staates Kansas dirigierte. Livgren wurde mit anhaltenden Standing Ovations begrüßt.
Es blieben noch 14 Titel von der „Somewhere to Elsewhere“-Produktion übrig, die Livgren im gleichen Jahr auf seinem vierten Soloprojekt „Collector's Sedition“ (2000, remastered 2007) verarbeitete. Livgren sah diese Songs nicht als zweitklassig an und habe sich gewundert, dass Kansas sich nicht noch für den einen oder anderen Song entschieden hatte. Zwei Jahre später wurde das Album „The Best of Kerry Livgren“ (2002) veröffentlicht. Der Name täuscht allerdings ein wenig. Alle Titel waren entweder remastered, Neuaufnahmen, Neuinterpretationen oder unveröffentlichte Songs.

## Proto–Kaw 2003–2011
Proto-Kaw ist eine Reunion Band des direkten Vorläufers von Kansas (III-Formation) in der Livgren damals Mitglied war, bevor er zu White Clover wechselte. Der Name Proto-Kaw ist aus der Sprache der Native Americans in Kansas entlehnt und bedeutet so viel wie „Original Kansas“.
Nachdem bereits Demo-Aufnahmen und Live-Mitschnitte aus den 70er Jahren der Kansas (II-Formation) unter dem Namen „Early Recordings From Kansas 1971-1973“ (2002) veröffentlicht wurden, gründete sich die Band neu mit allen damaligen Mitgliedern und nannten sich Proto-Kaw. Sie veröffentlichten während ihres Bestehens zwei Alben („Before Became After“, 2004; „The Wait of Glory“, 2006) und bestanden offiziell bis 2008. Ein drittes Album („Forth“, 2011) wurde, weil es bereits vorproduziert war noch 2011 fertiggestellt und veröffentlicht. Proto-Kaw war eine progressive Rockband und bestand aus: Kerry Livgren (Gitarre, Keyboard), Dan Wright (Keyboard), Lynn Meredith (Gesang), John Bolton (Tenor Saxophone, Flöte), Mike Patrum und Brad Schulz (Schlagzeug), Craig Kew (Bass) und Don Montre (Piano, Saxophone).

## Schlaganfall 2009
Kerry Livgren erlitt am 1. September 2009 einen schweren Schlaganfall, von dem er sich zum Teil erholen konnte. Bereits ein halbes Jahr später saß er wieder im Studio, um an begonnenen Musikprojekten weiterzuarbeiten, er muss allerdings seitdem für sein Gitarrenspiel ein Daumenplektrum benutzen.
“Recovering from a stroke is a long and painful process, something I never thought I would ever have to go through, …”. „My recovery was miraculous in that I lived, but I’m afraid that now I have hit a plateau, … „. “I still have hope.”

„Sich von einem Schlaganfall zu erholen ist ein langer schmerzhafter Prozess. Ich hätte nie gedacht, dass ich das jemals durchmachen müsste, …“ „Meine Erholung ist insofern ein Wunder, dass ich überhaupt noch lebe, aber ich befürchte, dass ich den Höhepunkt meiner Genesung erreicht habe,“ … „Ich habe dennoch Hoffnung.“ (Livgren, 2014)

## The Resurrection of Lazarus: A Cantata 2021
Nach über 20 Jahren Arbeit veröffentlichte Kerry Livgren am 21. August 2021 sein ambitioniertestes Musikprojekt, die Vertonung der biblischen Lazarusgeschichte: „The Resurrection of Lazarus: A Cantata“ .
Musikalisch ist das Album als progressive Rock-Oper angelegt. Insgesamt tragen 18 Sänger, unterstützt durch einen Chor, die verschiedenen Rollen vor. Phil Ehart (Kansas) übernahm das Schlagzeug. Alle anderen Kansasmusiker aus Livgrens Zeiten sind ebenfalls als Sänger zu hören: Steve Walsh, Robbie Steinhardt, John Elefante, Rich Willams und Dave Hope. Der Gitarrenvirtuose und zweifache Grammypreisträger Phil Keaggy unterstützt Livgrens Gitarrenarbeit. James Dutch Dehnert von Presswire beurteilt die Kantate als "majestätisches Meisterwerk was von dem schönsten Instrument überhaupt erschaffen wurde: der menschlichen Stimme".

## Q.A.R. 2022
Am 16. August 2022 brachte Livgren ein weiteres Soloalbum mit dem Titel Q.A.R. heraus. Das melodische progressive Rockalbum, so die Promotion Plattform 'Rock ID', wird durch viele prominente Musiker unterstützt, wie dem 2021 verstorbenen Kansas Violinisten Robby Steinhardt, sowie Steve Morse (ex Deep Purple), John Elefante (ex Kansas, Mastedon), Warren Ham (ex Kansas, Toto), Greg X. Volz (ex Petra) und andere.
Das Album enthält neun Titel. Unter ihnen eine Neubearbeitung von ‘Nobody’s Home’ mit dem Titel ‘Everyone’s Home’ und den Song 'Block And Tackle Blues' der von Livgren selbst gesungen wird. Eine Besonderheit, da er bisher nur im Duett mit Mylon LeFevre in dem Song 'Wiskey Seed' aus dem Jahr 1980 zu hören war.

## Gitarrenspiel und Songwriting

### Gitarrenspiel
Livgren nutzte während seiner Zeit mit Kansas und bis heute überwiegend Gibson (Les Paul, ES-335), Dean- und Reverend Gitarren (1999 Slingshot, 2006 Flatroc). Er wird von vielen Musikkritikern als herausragender Gitarrist beurteilt mit einem breiten Musik- und Technikspektrum auf der Akustik- und E-Gitarre. Im Song „Carry On Wayward Son“ setzte Livgren gleich drei klassische Spieltechniken ein: Slide, Bend und Vibrato. Das Solo bezeichnete Schiller (2017) als eines der 50 besten Gitarrensolos der Rockgeschichte. Auf der Akustik-Gitarre, beim Song „Dust in the Wind“, nutzte er ein Travis Picking, während er In „Whiskey Seed“ eine bluesige Akustik-Gitarre im Slidestil spielte. Ein sehr bluesiges E-Gitarrensolo ist auf dem Titel „T.B.G.“ zu hören. Livgren selbst sei ein Fan der Yardbirds und sagte in einem Interview mit Brian Holland (2010), dass trotz seines progressiven Musikstils, die bluesige Gitarre gerne spiele. Gerade bei seinen härteren Solis setzt Livgren immer wieder Pinch Harmonics ein. Backward-Solos („Welcome to the War“) wie schnelle Rock-Solos („Belexes“) gehören genauso zu seinen Gitarrenspiel, wie ein vom Jazz beeinflusster Stil, der auf Magnum Opus („Two for the Show“, 1978) zu hören ist.

### Songwriting
Kompositionen von Livgren sind oft komplex und dem progressiven Rock zuzuordnen. Seine Songwriting Technik tendiert immer in Richtung orchestraler, majestätischer und symphonischer Songs, so Mark Allender von AllMusic. Livgren schrieb auch klassischen Blues-Rock („T.G.B.“,"New Age Blues“) und ist grundsätzlich sehr variabel von Southern Blues, über Soul bis Hard Rock. Zu seinen Liedtexten sagte er in einem Interview, dass er es in ein "Vorher" und in ein "Nachher" einteilen könne. Vorher handelten seine Texte von: „I’m searching“ („Ich bin am suchen“). Nachher handelten sie von: „I’ve found“ („Ich habe es gefunden“). "Was sich änderte war meine Sicht auf die Welt und ich wandelte mich von existenzieller Verzweiflung („existential despair“) hin zu Freude und Frieden („joy and peace")". Ich schreibe über Gott. Grundsätzlich war das und ist das mein Songwriting."

## Privates
Livgren ist verheiratet mit Victoria (Vicci) und hat zwei Kinder (Katy Kristina, Kyle). Er arbeitet als Bibellehrer in seiner Heimatkirche der Topeka Bible Church und wird als „Famuous Kansan“ von der Kansas State Historical Society gelistet.
Obwohl Kerry Livgren nach wie vor Musiker ist, züchtet er Schafe und Kühe, betreibt ein Aufnahmestudio, schreibt christliche Bücher und ist leidenschaftlicher Pilot. Er habe mehr Interessen, als der Tag Stunden habe.

## Diskografie (in Auszügen)

### Mit Kansas (ohne Kompilationen)
1974 Kansas
1975 Song for America
1975 Masque
1976 Leftoverture
1977 Point of Know Return
1978 Two for the Show live
1979 Monolith
1980 Audio-Visions
1982 Vinyl Confessions
1983 Drastic Measures
1992 Live at the Whisky live (Gastauftritt)
2000 Somewhere to Elsewhere
2009 There's Know Place Like Home live (Gastauftritt)

### Soloalben (ohne Kompilationen)
1980 Seeds of Change
1989 One of Several Possible Musiks
1994 When Things Get Electric (Kerry Livgren and Corps de Pneuma) (remastered in 2005)
1997 Odyssey into the Mind's Eye soundtrack (remastered in 2005)
2000 Collector's Sedition
2002 The Best Of Kerry Livgren
2021 The Resurrection Of Lazarus: A Cantata
2022 Q.A.R.

### Mit AD
1984 Time Line (Kerry Livgren/AD)
1985 Art of the State (AD)
1986 Reconstructions (AD) [1997, Reconstructions (Reconstructed), re-produced]
1988 Prime Mover (Kerry Livgren/AD) [1998, Prime Mover II, re-produced]

### Mit Proto-Kaw
2002 Early Recordings from Kansas 1971–1973 (Proto-Kaw)
2004 Before Became After (Proto-Kaw)
2006 The Wait of Glory (Proto-Kaw)
2011 Forth (Proto-Kaw)

### Neuauflagen
1997 Reconstructions Reconstructed, Neuauflage von Reconstructions, z. T. re-recorded (remastered, repackaged in 2006)
1998 Prime Mover II, Neuauflage von Prime Mover, z. T. re-recorded, mit neuen Songs
2007 Collector's Sedition (Director's Cut), Neuauflage von Collector's Sedition, z. T. re-recorded, remixed und remastered
2007 Decade Vol. II, Neuauflage von Time Line (previously reissued on Decade disc 2), zwei Songs remixed
2008 Prime Mover (Redux), Neuauflage von Prime Mover II, re-recorded
2009 Decade Vol. I, Neuauflage von Seeds of Change (previously Neuauflage von Decade disc 1), z. T. re-recorded
2014 Before Became After, z. T. re-recorded, remixed und remastered
2015 The Wait of Glory, z. T. re-recorded, remixed und remastered
2016 Forth, z. T. re-recorded, remixed und remastered
2017 Several More Musiks, Neuauflage von One of Several Possible Musiks, z. T. re-recorded, remixed und remastered, mit zusätzlichen Songs

### Gastmusiker (Auswahl)
1978 Mylon LeFevre (Love Rustler)
1980 Steve Walsh (Schemer Dreamer)
1981 2nd Chapter of Acts (Rejoice)
1988 Robin Crow (Windows to the World)
2003 Neal Morse (Testimony)
2002 Explorers Club (Raising the Mammoth)
2005 David Pack (Anywhere you go)
2007 Crunchy (Loserville)
2009 John Elefante (Mastedon 3)